# NACK5 Stadium Ōmiya
Das NACK5 Stadium Ōmiya (jap. NACK5スタジアム大宮, nakku faibu sutajiamu Ōmiya) ist ein Fußballstadion im heutigen Stadtbezirk Ōmiya der japanischen Stadt Saitama. Es wurde 1960 als Ōmiya-Park-Fußballstadion der Präfektur Saitama (埼玉県営大宮公園サッカー場, Saitama-ken’ei Ōmiya-kōen sakkā-jō, englisch Saitama Prefectural Omiya Park Soccer Stadium) in der damaligen Stadt Ōmiya, Verwaltungssitz der Präfektur Saitama, fertiggestellt und bietet 15.500 Zuschauern Platz. Im Stadion wurden Spiele des olympischen Fußballturniers 1964 ausgetragen.
Der Hauptnutzer ist der Fußballverein RB Ōmiya Ardija, der hier seine Heimspiele in der J2 League austrägt. Am 14. Mai 2007 erwarb der Radiosender NACK5 die Namensrechte für sechs Jahre an dem Saitama-shi Ōmiya-kōen Soccer-jō (さいたま市大宮公園サッカー場, dt. „Fußballstadion Ōmiya-Park der Stadt Saitama“) genannten Stadion.